# Osservatorio del Roque de los Muchachos
L'osservatorio del Roque de los Muchachos è un osservatorio astronomico situato nel territorio municipale di Garafía, nell'isola di La Palma (Isole Canarie). Il sito dell'osservatorio è gestito dall'Istituto di astrofisica delle Canarie, che ha la sua sede nella vicina isola di Tenerife.

## Descrizione
L'osservatorio si trova ai margini della Caldera Taburiente, il principale vulcano spento dell'isola, ad una quota di circa 2400 metri. Il suo codice MPC è 950 La Palma.
Le statistiche di seeing di questo sito lo rendono uno dei migliori dell'emisfero settentrionale. Il particolare microclima dell'isola fa sì che le nubi si formino a bassa quota, tra 1000 e 2000 metri. Il panorama normale dall'osservatorio è quello di un mare di nubi al di sotto, e di un cielo sereno al di sopra.
L'osservatorio ospita alcuni tra i più importanti telescopi astronomici del mondo, quali la Torre solare svedese (SST), che fornisce immagini della superficie solare ad altissima risoluzione, lo spagnolo Gran Telescopio Canarias (GranTeCan) da 10,4 metri di diametro, l'inglese William Herschel Telescope (diametro 4,2 metri) e l'italiano Telescopio nazionale Galileo (diametro 3,58 metri).
Sul sito dell'osservatorio è presente un piccolo albergo (Residencia) per ospitare gli astronomi in visita. Il luogo non è isolato come la maggior parte dei siti astronomici: la città principale dell'isola, Santa Cruz de la Palma, vicino alla quale si trova anche l'aeroporto, dista circa un'ora di automobile.
| 77044 Galera-Rosillo | 15 febbraio 2001 |

L'osservatorio è accreditato dal Minor Planet Center per la scoperta di ventinove asteroidi effettuate tra il 2001 e il 2015, sotto la gestione dell'Associazione Astrofili Spezzini.